# Lista najwyższych budynków w Newark

Centrum Newark z widokiem na Newark Riverfront Park na rzece Passaic River (2016)

W Newark⁣⁣ w ⁣⁣stanie New Jersey w Stanach Zjednoczonych znajduje się 6 budynków o wysokości przekraczającej 100 metrów, wśród nich żaden nie przekracza granicy 150 metrów wysokości. W planach znajduje się jednak kilka takich budowli. Będzie to między innymi 777 McCarter Highway, który stanie się trzecim najwyższym wieżowcem w mieście.
Najwyższym budynkiem w zestawieniu jest National Newark Building, poprzednio nazywany National Newark and Essex Bank Building. Ma on wysokość 142 metrów (466 stóp). Znajduje się w samym centrum miasta. Zaprojektowany został przez znane studio projektowe John H. & Wilson C. Ely, które zaprojektowało również takie budynki jak: ratusz w Newark i American Insurance Company Building.

## Lista budynków o wysokości ponad 100 m
| Ranking | Budynek                   | Wysokość strukturalna | Liczba pięter | Rok budowy |
| ------- | ------------------------- | --------------------- | ------------- | ---------- |
| 1.      | National Newark Building  | 142 m                 | 35            | 1931       |
| 2.      | Eleven 80                 | 137 m                 | 36            | 1930       |
| 3.      | Prudential Plaza Building | 114 m                 | 24            | 1960       |
| 4.      | 80 Park Plaza             | 110 m                 | 26            | 1980       |
| 5.      | 1 Gateway Center          | 109 m                 | 30            | 1971       |
| 6.      | Newark Legal Center       | 100 m                 | 20            | 2000       |

## Linia czasu najwyższych budynków w Newark
| Nazwa                                | Okres dzierżenia tytułu | Wysokość ft / m | Piętra | Uwagi |
| ------------------------------------ | ----------------------- | --------------- | ------ | ----- |
| North Reformed Church                | 1868-1910               | 185 / 50        | –      |       |
| Firemen's Insurance Company Building | 1910-1923               | 220 / 67        | 19     |       |
| 165 Halsey Street                    | 1923-1926               | 226 / 69        | 14     |       |
| Military Park Building               | 1926-1930               | 265 / 81        | 21     |       |
| Eleven 80                            | 1930-1931               | 448 / 137       | 36     |       |
| National Newark Building             | 1931–obecnie            | 466 / 142       | 35     |       |

## Proponowane, zatwierdzone lub w budowie
| Nazwa                         | Rok  | Wysokość ft / m | Piętra   | Uwagi        |
| ----------------------------- | ---- | --------------- | -------- | ------------ |
| Four Corners Millennium Tower | 2015 | 1196 / 365      | 80       | Proponowane  |
| 900 Broad Street              | 2019 |                 | 61       | Zatwierdzone |
| 96 Clay Street                | 2020 |                 | 46       | Proponowane  |
| Vibe                          | 2018 |                 | 19       | Zatwierdzone |
| Westinghouse site             | 2018 |                 | 25       | Proponowane  |
| 77 McCarter Highway           | 2018 | 425 / 130       | 33       | W budowie    |
| 56 Park Place                 | 2018 |                 | 26       | Proponowane  |
| Halo                          | 2021 | 565 / 175       | 44,48,52 | Zatwierdzone |
| SoMa                          | 2014 |                 | –        | Proponowane  |